# غونار إلياسن
غونار إلياسن (بالنرويجية: Gunnar Normann Eliassen)‏ هو منافس ألعاب قوى نرويجي، ولد في 24 أبريل 1907، وتوفي في 23 سبتمبر 1971.